# Simon Davies (ur. 1974)
Simon Ithel Davies (ur. 23 kwietnia 1974 w Winsford) – walijski piłkarz występujący na pozycji pomocnika oraz trener.
Jako zawodnik Manchesteru United rozegrał 11 spotkań w Premier League. W tych rozgrywkach zadebiutował 19 listopada 1994 w wygranym 3:0 meczu z Crystal Palace. W sezonie 1995/1996 zdobył z United mistrzostwo oraz Puchar Anglii.
W reprezentacji Walii wystąpił jeden raz, 24 kwietnia 1996 w przegranym 0:2 towarzyskim meczu ze Szwajcarią.